# Money Money 2020
Money Money 2020 es el álbum debut de la banda The Network que fue lanzado el 30 de septiembre de 2003 con Adeline Records (discográfica de la esposa de Billie Joe Armstrong, vocalista y guitarrista de Green Day).
En noviembre de 2004 el álbum fue lanzado por Reprise Records que no incluyó el DVD que sí tenía el original de Adeline Records, pero incluía dos pistas adicionales. Una de ellas es la versión de la canción de The Misfits, «Teenagers from Mars».

## Lista de canciones
| N.º   | Título                  | Duración |  |
| 1.    | «Joe Robot»             | 2:02     |  |
| 2.    | «Transistors Gone Wild» | 1:28     |  |
| 3.    | «Reto»                  | 2:01     |  |
| 4.    | «Supermodel Robots»     | 2:05     |  |
| 5.    | «Money Money 2020»      | 2:12     |  |
| 6.    | «Spike»                 | 2:58     |  |
| 7.    | «Love and Money»        | 1:21     |  |
| 8.    | «Right Hand-A-Rama»     | 2:07     |  |
| 9.    | «Roshambo»              | 2:46     |  |
| 10.   | «Hungry Hungry Models»  | 2:42     |  |
| 11.   | «Spastic Society»       | 2:26     |  |
| 12.   | «X-Ray Hamburger»       | 3:14     |  |
| 13.   | «Teenagers from Mars»   | 3:32     |  |
| 14.   | «Hammer of the Gods»    | 2:34     |  |
| 33:34 |                         |          |  |

## Miembros
- Fink - Voz principal, guitarra líder, batería en "Hungry Hungry Models"(Billie Joe Armstrong)
- Van Gough - Voz principal, coros, bajo(Mike Dirnt)
- The Snoo - Batería, voz principal en "Hungry Hungry Models"(Tré Cool)
- Z - Teclados, coros, keytar en "Right Hand-A-Rama"
- Captain Underpants - Keytar, teclados en "Right Hand-A-Rama"
- Balducci - Guitarra rítmica (Jason White)

- Datos: Q1406843